# Isabel Schayani

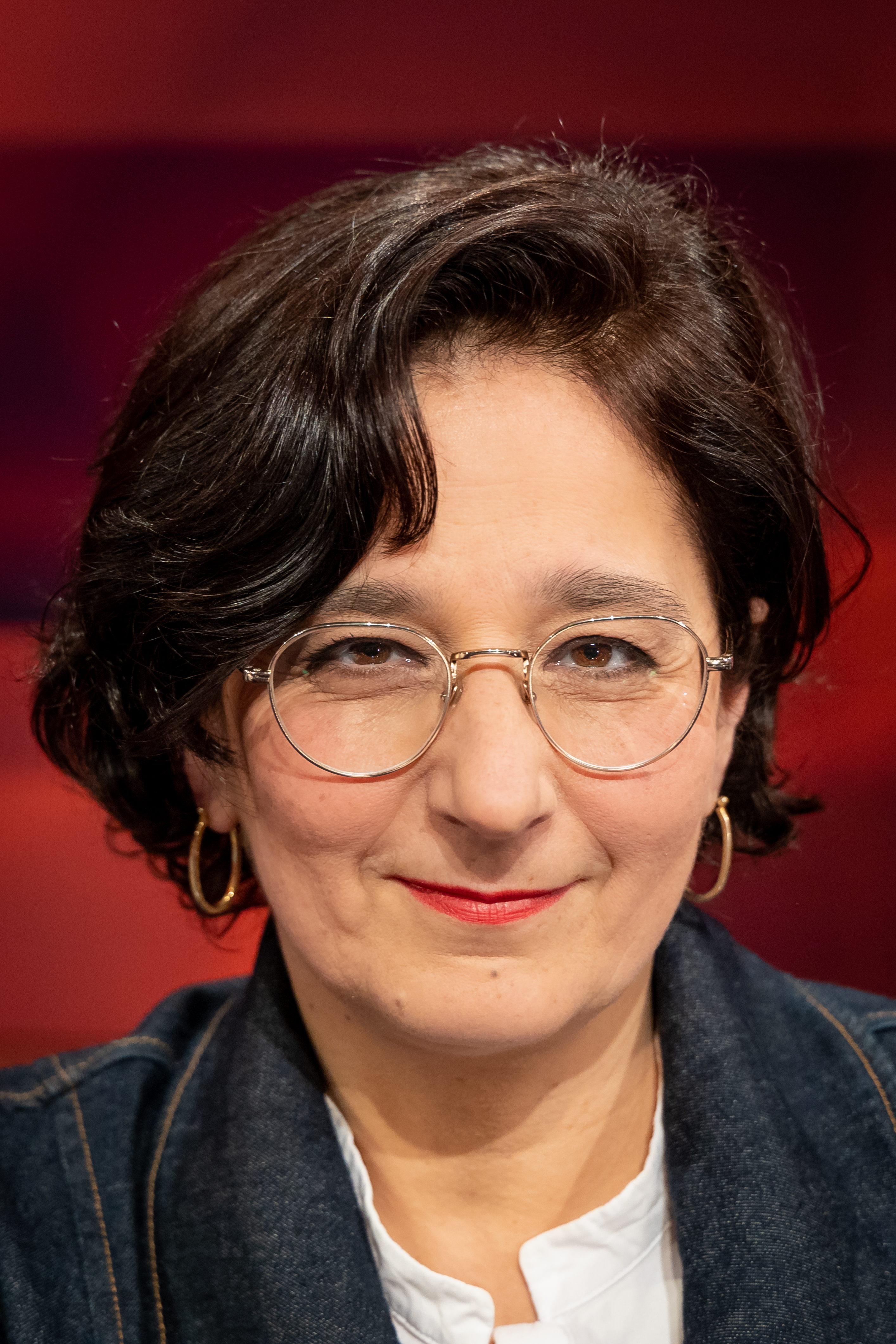
Isabel Schayani, 2023

Isabel Schayani (* 26. Februar 1967 in Essen) ist eine deutsch-iranische Fernseh- und Onlinejournalistin im Bereich Zeitgeschehen, Europa, Aktuelles des Westdeutschen Rundfunks in Köln.

## Leben
Isabel Schayani wuchs in Essen auf. Sie ist Tochter eines persischen Vaters und einer deutschen Mutter. Ihr Vater war in den 1950er Jahren nach Deutschland gekommen.
In der Oberstufe ihrer Schulzeit arbeitete Schayani bereits für den Hörfunk, beim WDR-Jugendradio Riff und im ZDF als Moderatorin von Logo!. Sie studierte Islamwissenschaft, Neuere Geschichte und Völkerrecht in Bonn und erlernte die arabische Sprache. Ihre Magisterarbeit legte sie zu Rechtsgutachten zeitgenössischer Muftis über den Umgang mit Nichtmuslimen ab.
Nach dem Studium und zu Beginn ihrer beruflichen Karriere volontierte Schayani beim WDR und wurde Redakteurin im ARD-Morgenmagazin, moderierte im Hörfunk (Funkhaus Europa, WDR 5) und schrieb für die FAZ sowie die Süddeutsche Zeitung. Danach wechselte sie zum migrationspolitischen multikulturellen Magazin Cosmo TV, das sie bis 2006 moderierte. Ab August 2005 war sie neun Jahre lang Mitglied der Monitor-Redaktion. Von September 2014 bis Oktober 2015 berichtete Schayani für die ARD aus New York.
Nach ihrer Rückkehr beschäftigte sie sich unter anderem mit Deutschland in der Flüchtlingskrise. Ihre bevorzugten Themen sind Flucht, Migration, Integration und Medien. Seit Januar 2016 ist sie verantwortlich für das Online-Projekt „WDRforyou“, das in persischer, arabischer  und deutscher Sprache herausgebracht wird. Eine Begegnung mit dem Bundespräsidenten Joachim Gauck brachte sie im April 2016 auf die Titelseite der Bild-Zeitung bei einem Live-Streaming für Flüchtlinge im Schloss Bellevue. Seit 2009 (mit Unterbrechung 2014–2016) kommentiert sie für den WDR in den Tagesthemen und gehört seit dem 18. September 2016 zum Moderatorenteam des Weltspiegel. In Vertretung moderierte sie seit 2021 das Europamagazin. Hinter der Kamera zeigt sie sich zudem für weitere journalistische Formate verantwortlich. 2022, 2023 und 2024 berichtete sie mehrmals für die ARD aus der Ukraine.
Neben ihrer journalistischen Tätigkeit war Schayani auch als Herausgeberin engagiert. Sie arbeitete an einem Buch mit dem Titel Iran im 19. Jahrhundert und die Entstehung der Bahāʾī-Religion mit. Sie ist Angehörige dieser Religion. Im August 2023 erschien ihr Buch Nach Deutschland. Fünf Menschen. Fünf Wege. Ein Ziel.

## Veröffentlichungen (Auswahl)
- Iran im 19. Jahrhundert und die Entstehung der Bahá'í-Religion (Hg. mit Christoph Bürgel). Georg Olms Verlag, Hildesheim 1998, ISBN 978-3-487-10727-1.
- Nach Deutschland. Fünf Menschen. Fünf Wege. Ein Ziel. C.H. Beck Verlag, München 2023, ISBN 978-3-406-80631-5.
- Hinsehen, Mitfühlen, Wegsehen? Über Empathie im Journalismus. in: Sagen, was ist. Journalismus für eine offene Gesellschaft – Rudolf Augstein zum 100. Geburtstag, herausgegeben von Volker Lilienthal, Herbert von Halem Verlag, Köln 2024, S. 145–158. ISBN 978-3-86962-698-7.

## Auszeichnungen

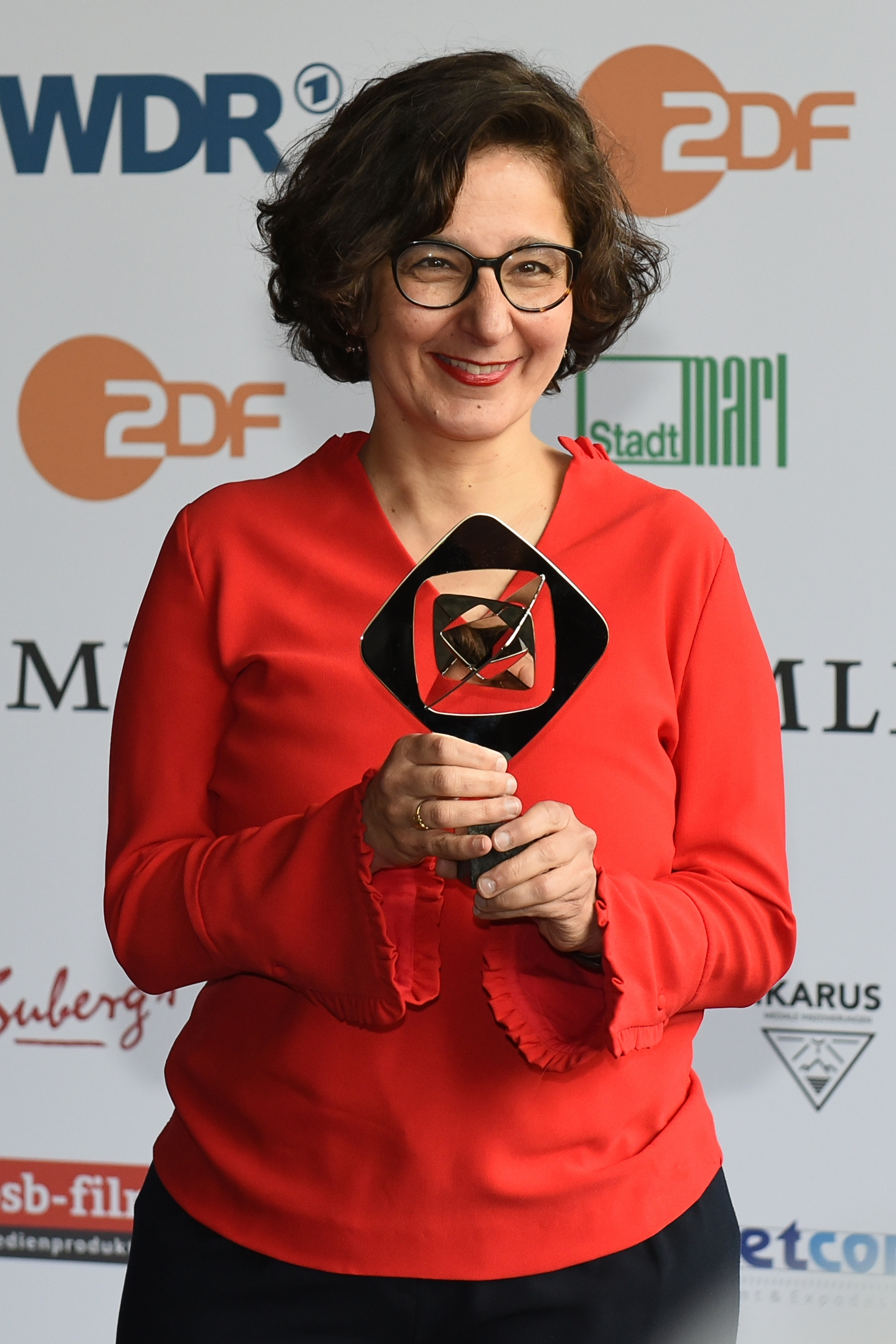
Isabel Schayani am 5. April 2019 mit dem verliehenen Grimme-Preis

- Zusammen mit Esat Mogul erhielt Schayani 2014 den Deutschen Sozialpreis in der Kategorie „Fernsehen“ für Deutschlands neue Slums – Das Geschäft mit den Armutseinwanderern.[12]
- 2017 erhielt sie mit der Redaktion von WDRforyou den Hanns-Joachim-Friedrichs-Sonderpreis[13] und war John F. Kennedy Memorial Policy Fellow am Minda de Gunzburg Center for European Studies an der Harvard-Universität.[14]
- 2019 erhielt Isabel Schayani den Grimme-Preis für ihre Tagesthemen-Kommentare und Weltspiegel-Moderationen (WDR).[15]
- 2020 wurde sie zur Journalistin des Jahres in der Kategorie „Politik“ gewählt (von der Jury des Medium Magazins).[16]
- 2021 Peter Scholl-Latour-Preis für die WDRforyou-Reportage Hoffnung, nur noch Hoffnung: Kinder in Moria (Kamera: Salama Abdo).[17]
- 2021 Grimme-Preis Spezial für ihre Berichterstattung aus dem griechischen Flüchtlingslager Moria.[18]
- 2021 nominiert für den Deutschen Fernsehpreis für die Moderation des Weltspiegels und ihre Live-Schalte aus dem Flüchtlingslager Moria bei Anne Will in der Kategorie „Beste Moderation/Einzelleistung Information“.[19]
- 2022 ausgezeichnet mit dem Ehrenpreis des Marler Medienpreises für Menschenrechte von Amnesty international für beispielhaftes Engagement für Menschenrechte.[20]
- 2023 Spezialpreis der Civis Video Jury für „langjährige, herausragende und nachhaltige Berichterstattung zum Thema Flucht und Asyl“.[21]
- 2023 nominiert für den Deutschen Fernsehpreis in der Kategorie „Moderation/Einzelleistung Information“ für die Moderation des Weltspiegels.[22]
- 2023 Paul-Weis-Preis für Berichterstattung über Flucht und Migration.[23]
- 2023 Sonderpreis des Kindernothilfe-Medienpreises für ihre Berichterstattung über Kinder und ihre Rechte.[24]
- 2025 zusammen mit Mareike Wilms ausgezeichnet mit dem Grimme-Preis in der Kategorie Information & Kultur für die ARD-Dokumentation "Deutschland am Limit? Abschiebung, Abschottung, Asyl"[25]